# Bauzuschlag
Bauzuschlag ist ein Begriff aus den Lohntarifverträgen für das Baugewerbe hat. Es handelt sich dabei um einen Lohnbestandteil für gewerbliche Arbeitnehmer in der Bauwirtschaft. Der Bauzuschlag beträgt nach aktuell gültiger Regelung 5,9 % des Tarifstundenlohnes und wird für jede lohnzahlungspflichtige Stunde, nicht jedoch für Leistungslohn-Mehrstunden (Plus-Stunden, Überschussstunden im Akkordlohn). Der Bauzuschlag wird zum Ausgleich der besonderen Belastungen gewährt, denen der Arbeitnehmer insbesondere durch den ständigen Wechsel der Baustelle (2,5 %) und die Abhängigkeit von der Witterung außerhalb der gesetzlichen Schlechtwetterzeit (2,9 %) ausgesetzt ist; er dient ferner in Höhe von 0,5 % dem Ausgleich von Lohneinbußen, die sich in der gesetzlichen Schlechtwetterzeit ergeben. 
Zum Beispiel beträgt seit dem 1. Juni 2012 in den westlichen Bundesländern der Tarifstundenlohn für einen Maurergesellen ab dem 2. Jahr der Tätigkeit (Spezialfacharbeiter, Lohngruppe 4) 16,12 €. Hinzu kommt der Bauzuschlag von 0,95 €, so dass der Gesamttarifstundenlohn 17,07 € beträgt. Ein Helfer (Werker, Lohngruppe 1) verdient in den alten Bundesländern den Mindestlohn 1, der seit dem 1. Januar 2012 10,43 € beträgt. Hinzu kommt der Bauzuschlag mit 0,62 €, so dass sich der Gesamttarifstundenlohn auf 11,05 € beläuft.
Keinen Anspruch auf den Bauzuschlag haben Arbeitnehmer, die in dem jeweiligen Lohnabrechnungszeitraum arbeitszeitlich überwiegend nicht auf Baustellen, sondern stationär, insbesondere in Bauhöfen und Werkstätten einschließlich Produktionsstätten für Fertigteile, oder als Kraftfahrer der Bauhöfe und der Fahrdienste beschäftigt sind. Diese Einschränkung gilt nur für Arbeitnehmer in den Lohngruppen 3 – 6, Arbeitnehmer in den Lohngruppen 1 und 2 haben dagegen ohne Einschränkung Anspruch auf den Bauzuschlag.